# Scopula altimontana
Scopula altimontana là một loài bướm đêm trong họ Geometridae.